# Bohdan Manyschyn

Wappen von Bohdan Manyschyn

Bohdan Manyschyn (ukrainisch Богдан Манишин; * 24. Oktober 1972 in Nowyj Rosdil, Ukrainische SSR) ist Weihbischof in der ukrainischen griechisch-katholischen Eparchie Stryj in der Ukraine.

## Leben
Bohdan Manyschyn trat 1996 in das griechisch-katholische Priesterseminar von Lemberg ein und empfing am 15. September 2002 das Sakrament der Priesterweihe durch den Bischof von Stryj, Julian Gbur SVD. Nach weiteren Studien erwarb er im Jahr 2004 an der Katholischen Universität Lublin das Lizenziat in Pastoraltheologie.
In den folgenden Jahren war er als Militärpfarrer und in der Pfarrseelsorge tätig. Seit 2010 war er Generalvikar der Eparchie Stryj.

## Bischof
Auf Vorschlag der Synode der Ukrainischen griechisch-katholischen Kirche (UGKK) wurde er zum Weihbischof in Stryj gewählt, diese Wahl wurde am 2. April 2014 von Papst Franziskus bestätigt, der ihn gleichzeitig zum Titularbischof von Lesvi ernannte. Die Bischofsweihe spendete ihm der Großerzbischof von Kiew-Halytsch, Swjatoslaw Schewtschuk am 24. Mai 2014. Mitkonsekratoren waren der Erzbischof von Lemberg, Ihor Wosnjak CSsR, und der Bischof von Stryj, Taras Senkiw OM.